# Євразія
Євра́зія — найбільший за розмірами та населенням материк на Землі, що складається з Європи та Азії. Розташований в основному між північною та східною півкулями, межує з Атлантичним океаном на заході, Тихим на сході, Північно-Льодовитим на півночі, а також Африкою, Середземним морем та Індійським океаном на півдні. Історично, поділ між Європою та Азією на два різні континенти завжди був соціально-культурним, і не мав чіткого фізичного кордону між ними; таким чином, у деяких частинах світу, Євразія визнана найбільшим з шести, п'яти чи навіть чотирьох континентів Землі. У геології, Євразія часто розглядається, як єдиний жорсткий мегаблок. Однак, жорсткість Євразії обговорюється, і основана на палеомагнітних даних.
Материк займає близько 55 000 000 км², або близько 36,2 % загальної площі суходолу Землі. Суходіл населяє понад 5 мільярдів людей, що становить приблизно 70 % населення Землі. Серед основних островів, які часто включають до широковживаного визначення Євразії, попри те, що вони відокремлені від суцільної суші: Велика Британія, Ісландія, Ірландія та Шрі-Ланка, а також Японія, Філіппіни та більшу частину Індонезії.

З точки зору фізичної географії, Євразія — суцільний материк. Поняття Європи та Азії, як окремих континентів сягають античності, і їхні кордони є геологічно довільними. У стародавні часи, Чорне і Мармурове моря разом з пов'язаними ними протоками розглядалися, як розділення материків, однак сьогодні таким поділом частіше вважаються Уральські та Кавказькі гори. Євразія з'єднана з Африкою Суецьким каналом й іноді об'єднується з Африканським материком, аби зобразити найбільшу суміжну сушу Землі під назвою Афроєвразія. Завдяки величезній суші та різниці широт, Євразія має усі типи клімату за класифікацією Кеппена, включно з найсуворішими типами гарячих і холодних температур, високих та низьких опадів та різними типами екосистем.

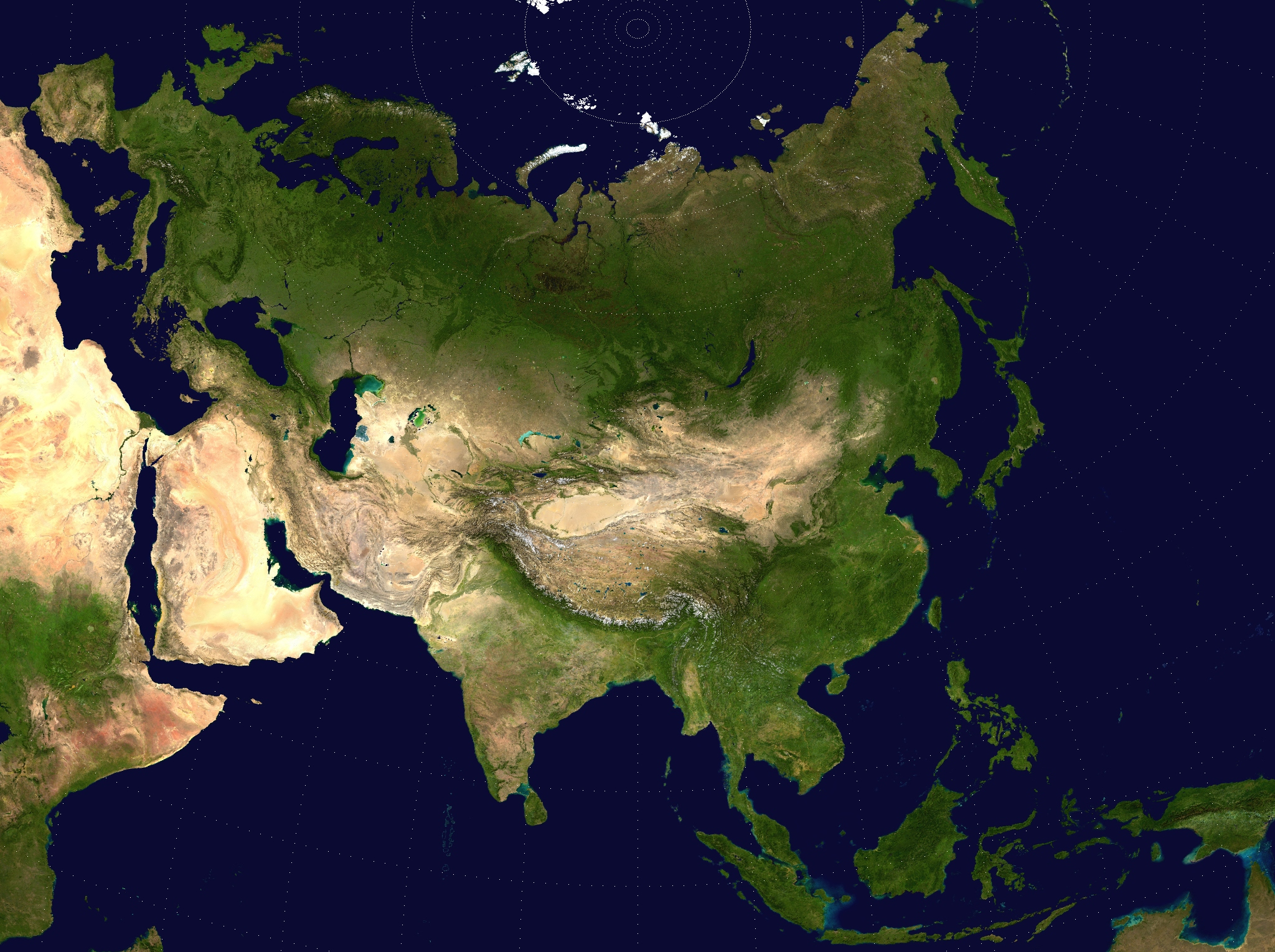
Євразія. Фото зі супутника

## Основні відомості
Євразія складається з двох частин світу — Азії та Європи.
Площа — 54,9 млн км (~1/3 площі всієї суші Землі)
Населення — близько 4,9 млрд мешканців

### Європа і Азія
Євразія — це найбільший материк Землі, що складається з двох частин світу — з Європи і Азії. Межа між ними має умовне значення та проходить східним схилом Уральських гір, річкою Емба, північним узбережжям Каспійського моря і Кумо-Маницькою западиною. Далі Азію і Європу розділяють Азовське і Чорне моря. Разом з островами, Євразія займає площу близько 53,4 млн км², з них на острови припадає близько 2,75 млн км².

### Крайні точки

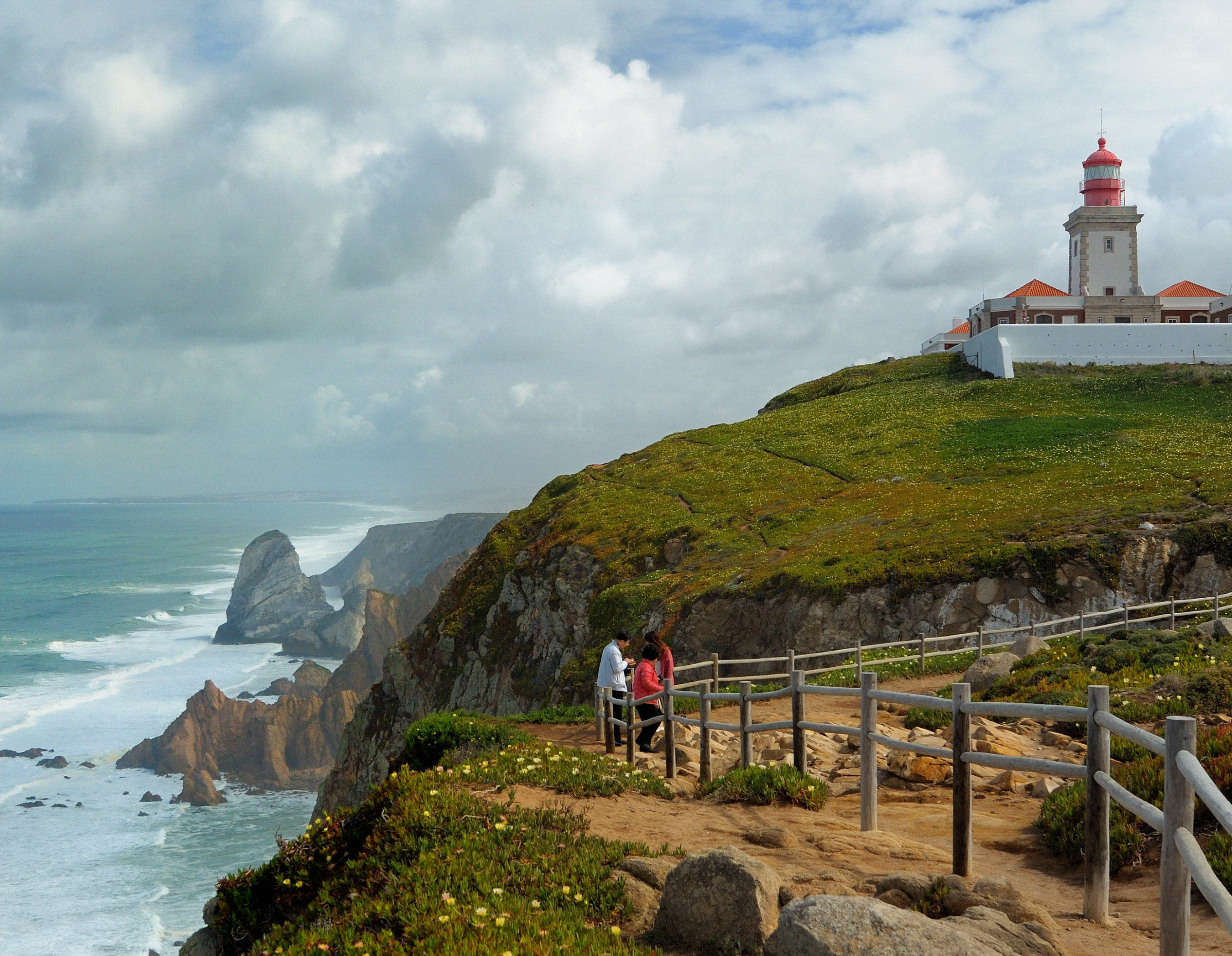
Мис Рока, 9°76' зх. д.

Крайні точки материка Євразії: на півночі — мис Челюскін, 77°98' пн. ш., на півдні — мис Піай, 1°56" пн. ш., на заході — мис Рока, 9°76' зх. д., на сході — мис Дежньова, 169°64' зх. д. Ряд островів на південному сході Євразії розташований у Південній півкулі.
Євразію омивають такі океани: на заході — Атлантичний, на півночі — Північний Льодовитий, на півдні — Індійський, на сході — Тихий, і їхні окраїнні моря. На південному сході австрало-азійські моря відокремлюють Азію від Австралії, на північному сході — Берингова протока від Північної Америки, на південному заході — Гібралтарська протока, Середземне і Червоне моря від Африки, з якою Євразія з'єднується Суецьким перешийком.

### Додаткові відомості
Безперервність масиву суші, сучасна тектонічна консолідованість материка, єдність багатьох кліматичних процесів, значна спільність розвитку органічного світу, прояву природничо-історичної єдності, а також необхідність обліку значення територіальної цілісності для оцінки соціально-історичних явищ викликали потребу в назві, що поєднує весь материк. Найзручнішим виявилося введене Едуардом Зюссом у 1883 р. у геологію і географію поняття «Євразія».

## Дослідження материка
Наукові дослідження Азії починаються у 18 столітті. Видатними географами Александером фон Гумбольдтом, Петром Семеновим-Тян-Шанським, Миколою Пржевальським, Фердинандом Врангелем, Володимиром Обручевим та іншими були вивчені природні умови, складені карти доти незвіданих куточків Євразії.

## Рельєф

### Загальні відомості
Євразія відрізняється великою різноманітністю рельєфу. На її території розташовані найвищі гірські системи земної кулі — Гімалаї. Найвища точка земної кулі — гора Джомолунгма (8848 м). Нагір'я Тибет піднімається на 4,6 км. Низовини і плоскогір'я мають величезні розміри, і тягнуться на тисячі кілометрів. 3/4 поверхні Азії припадає на плоскогір'я, нагір'я і гірські хребти. У Європі гір менше, велику частину займають низовини. Найдавнішими ділянками Євразії є Східноєвропейська та Західносибірська рівнини. У їхній основі лежать великі і давні платформи. Давнє походження мають так само плоскогір'я Аравійське і Декан. Розломом земної кори, зайнятим Червоним морем, Аравійський півострів відділений від Африки. Велика частина низовин розташована окраїнами материка. Індо-Гангська рівнина і Месопотамська низовина утворилися у передгірних прогинах земної кори між платформами і складчастими горами.

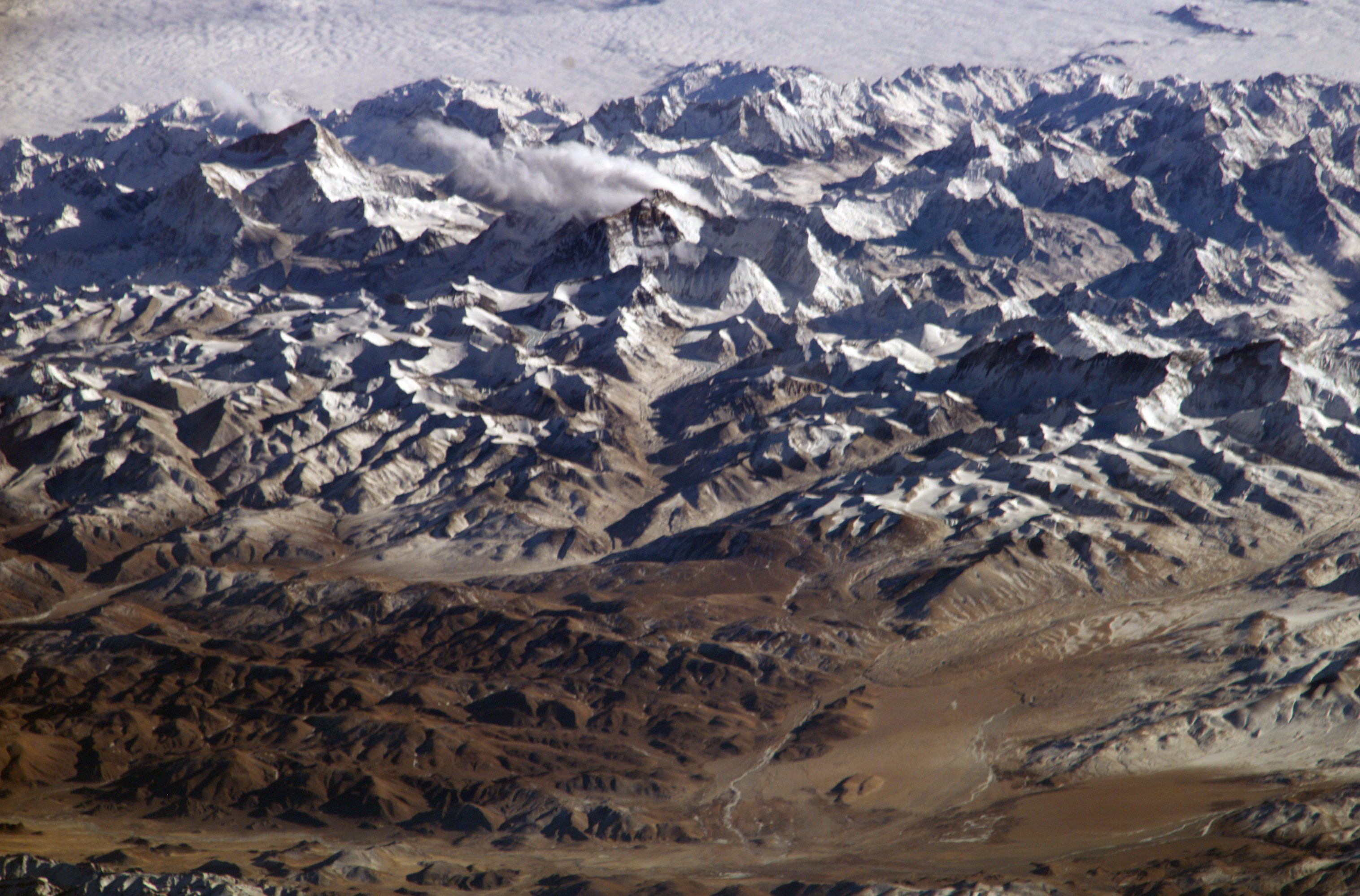
Гімала́ї — найвищі гори на Землі, розташовані в Південній Азії між Тибетським нагір'ям на півночі та Індо-Гангською рівниною на півдні.

### Складчасті гори
Складчасті гори — це гори, здіймання яких відбулося в результаті того, що зім'ялись шари гірських порід в складки. Основним механізмом утворення складчастих гір є горизонтальне стиснення шаруватої товщі, хоча вертикальні рухи глибше залягаючих шарів також можуть брати в цьому участь. Складки можливі, якщо породи, що піддаються дії сил стиснення, достатньо пластичні, що властиво або молодим, недавно утворилися осадовим породам, або сильно розігрітим породам, насиченим рідкими і газоподібними включеннями. В чистому вигляді складчасті гори зустрічаються досить рідко — зазвичай, утворення складок супроводиться і виникненням розломів. Якщо зсуви по розломах вносять помітний внесок у формування гірського рельєфу, такі гори називають глибово-складчатими. Прикладом складчастих гір можуть служити гори Юра в Альпах, гірська система Загрос в Ірані, деякі хребти в Аппалачах.

#### Південна частина
Молоді гори нової складчастості простягаються у вигляді двох гігантських поясів складчастих гір. У південній частині Євразії від Атлантичного і майже до Тихого океану простягнувся Альпійсько-Гімалайський пояс. До нього входять Піренеї, Апенніни, Альпи, Стара-Планина (Балканські гори), Карпати, Кавказькі гори, нагір'я Памір, Гімалаї. Між крайовими хребтами лежать великі нагір'я, найбільше з них — Іранське.

#### Тихоокеанський пояс
Тихоокеанський пояс складчастих гір починається на Камчатці і закінчується на островах Малайського архіпелагу. Найдавнішими горами є Скандинавські гори. Вік Уральських гір, Алтаю і Тянь-Шаню, які з'явилися пізніше, становить майже 300 млн років. Протягом багатьох мільйонів років давні і найдавніші гори руйнувалися зовнішніми процесами і згладжувалися. Під час наступних піднімань вони були розбиті розломами на окремі брили, частина яких піднялася на значну висоту (Алтай, Тянь-Шань). Утворення гір продовжується і зараз.

### Льодовики
Близько 300 млн років тому на території Євразії утворився величезний льодовик. Повністю вкриті льодовиком були Британські острови, двома язиками він спускався Східноєвропейською рівниною, досягаючи широти міста Дніпра; Західносибірською низовиною він опустився до шістдесятої паралелі. На крайній частині північної Азії холодний клімат обумовив виникнення багаторічної мерзлоти. Для сухих і жарких пустель Азії характерні форми рельєфу, створені діяльністю вітру. Величезні простори тут зайняті дюнами і барханами.

### Землетруси
Велика частка землетрусів, що супроводжують утворення гірських систем, відбувається на території Євразії у гігантських поясах гір нової складчастості. Тихоокеанський сейсмічний пояс Землі оточує Тихий океан. На території материка, що належить до цього поясу, землетруси відбуваються дуже часто, особливо на Японських і Філіппінських островах. Європейсько-Азійський сейсмічний пояс проходить південною частиною Євразії і збігається з Альпійсько-Гімалайським поясом складчастих гір.

### Вулкани
На території Євразії знаходиться багато діючих вулканів. Особливо їх багато у Тихоокеанському вулканічному поясі, що має назву Тихоокеанського «вогняного кільця». Найвищий діючий вулкан Євразії — Ключевська Сопка (56° сх. ш. і 161° пн. дг.) на півострові Камчатка (4750 м). Є діючі вулкани й у Альпійсько-Гімалайському гірському поясі. У Середземномор'ї розташовані найвищі вулкани Європи Етна і єдиний діючий на материковій Європі вулкан Везувій. Біля Апеннінського півострова знаходиться діючий острів-вулкан Стромболі. На Камчатці та в Ісландії є гейзери.

## Корисні копалини, особливості їх походження

### Загальні відомості
Євразія винятково багата на різноманітні корисні копалини. На її території є великі родовища кам'яного вугілля, нафти, природного газу, значні запаси руд чорних і кольорових металів, чимало місць, де добувають золото і коштовне каміння. Різноманітність мінеральних багатств материка обумовлена величезними розмірами, складною будовою земної кори Євразії.

### Родовища та басейни

#### Вугілля, нафта та газ
Родовища кам'яного вугілля на території Євразії знаходяться у передгірних і міжгірських прогинах палеозойської ери (Донецький басейн в Україні, Карагандинський — у Казахстані, Печорський басейн — у Росії, Рурський — у Німеччині та ін.). На сході Євразії найбільші басейни вугілля відкриті у межах Індостанської і Китайської платформ. Великі буровугільні басейни — Кузнецький (Кузбас) і Кансько-Ачинський — у Сибіру. Родовища нафти і природного газу зосереджені у прогинах земної кори, що заповнені осадовими породами. Два найбільших нафтогазоносних басейни Землі знаходяться на Месопотамській низовині і Західносибірській рівнині. Є родовища нафти і газу на Аравійському півострові і Східноєвропейській рівнині.

#### Руди
Велика частина родовищ різних руд, що пов'язані з магматичними і метаморфічними гірськими породами, розташована у кристалічному фундаменті давніх платформ, а також там, де в гірських хребтах на поверхню виходять магматичні і метаморфічні породи. Світове значення мають залізні руди Курської магнітної аномалії (КМА), Криворізький і Лотаринзький басейни залізних руд, марганцевий Нікопольський басейн, залізні руди Індостану і Північно-Східного Китаю. Через Південний Китай, півострови Індокитай і Малакка та острови Малайського архіпелагу смугою тягнуться родовища руд кольорових металів, таких як олово і вольфрам, що утворюють так званий олов'яно-вольфрамовий пояс. У азійській частині материка зустрічається золото. На Уралі відомі родовища кольорових металів, у складчастих горах на півночі і на півдні Європи є поклади поліметалів, ртуті, алюмінієвих і уранових руд.

#### Інші родовища
Родовища кам'яної і калійної солей утворилися у мілководних басейнах — озерах і неглибоких морях. Іранське нагір'я відоме найбагатшими запасами сірки. В Українському Передкарпатті розташовані унікальні родовища самородної сірки. На півострові Індостан, острові Шрі-Ланка є родовища алмазів, різних дорогоцінних каменів. У багатьох місцях Євразії є родовища різноманітних будівельних матеріалів (мармур, граніт та ін.), у Азії знаходяться родовища граніту, селітри. Осадове походження мають боксити, родовища яких розташовані уздовж Альп, на південь від Карпат і на півострові Індокитай.

## Клімат

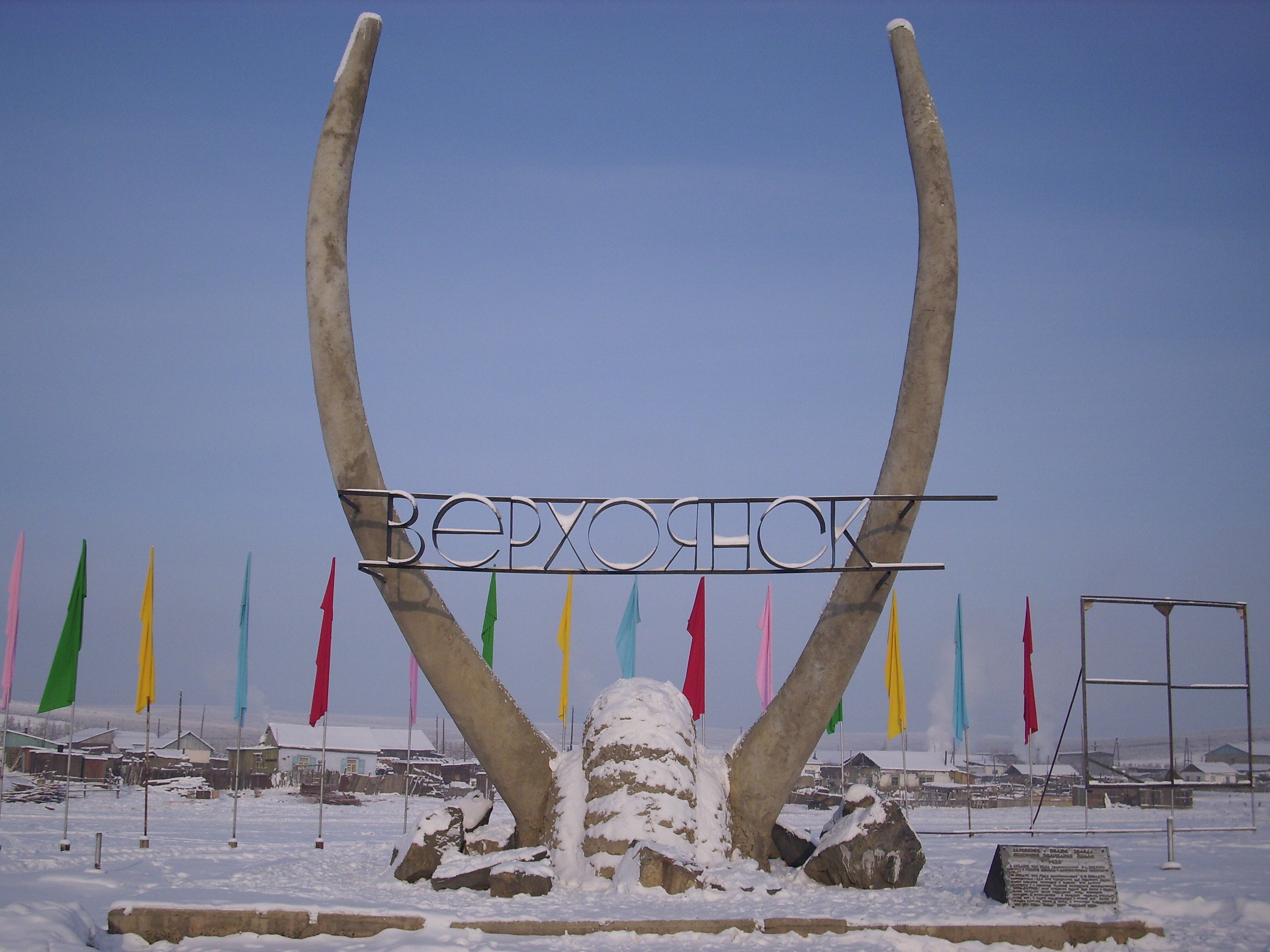
Оймякон — одне з найхолодніших місць на Землі (найнижча температура була зареєстрована тут — −72°С)

### Загальні відомості
На території Євразії утворюються всі типи кліматів, що зустрічаються на інших материках. На Шпіцбергені і деяких островах Північного Льодовитого океану панує арктичний клімат. У помірному поясі весь клімат переважають помірні повітряні маси. На заході помірного пояса Євразії утворюється морський клімат. Узимку температури коливаються від 0 °C до +6 °C. Середні літні температури +10 °C…+18 °C. Опадів випадає до 1000 мм на рік. У центральній частині помірного поясу узимку відбувається сильне охолодження земної поверхні, а влітку, навпаки, сильне прогрівання. Тому тут утворюється континентальне повітря. Клімат Середземномор'я формується під впливом двох різних типів повітряних мас, що змінюються за сезонами. Узимку західні вітри, що дмуть з Атлантичного океану, приносять вологе океанське повітря помірних широт. Унаслідок цього зима тут тепла, дощова і вітряна. Середні температури зими змінюються від +8 °C до +10 °C. У літній період у Середземномор'ї панує сухе тропічне повітря. Тому літо тут спекотне і сухе.

### Погода в різні пори року
Взимку в центральній частині субтропічного поясу також переважає суха погода, але не така холодна, як у помірному поясі. Влітку тут панує тропічне повітря, тому встановлюється спекотна і суха погода. На сході помірного і субтропічного поясів клімат формується влітку під впливом тихоокеанських мусонів, що приносять вологе морське повітря.

## Внутрішні води, їх розподіл

### Загальні відомості
Євразія має надзвичайно густу річкову мережу. Більшість великих річок знаходиться в Азії. Для Євразії характерна найбільша площа басейнів внутрішнього стоку. Розходження у режимах річок Євразії обумовлене різноманітністю кліматичних умов материка.

### Рекорди
У Північний Льодовитий океан впадають короткі річки Скандинавського півострова і найбільші річки Євразії — Об, Єнісей, Лена, Північна Двіна, Печора. Майже в усіх цих річок переважає снігове живлення. Вони надовго замерзають узимку, а навесні сильно розливаються. Найдовша серед них — Лена (4400 км), а найповноводніша — Єнісей. На 5-6 місяців замерзають річки крайньої півночі — Яна, Індигірка, Колима. До басейну Північного Льодовитого океану належить озеро Байкал — найглибше озеро земної кулі (1620 м).

### Басейн Атлантичного океану
До басейну Атлантичного океану належать річки Західної, Південної і частково Східної Європи. Річки Західної і Південної Європи здебільшого починаються у горах. На заході Європи розвинута густа мережа річок і багато прісних озер. На крайньому заході, в області морського клімату, річки не замерзають і повноводні цілий рік. Найбільша з них — Сена. До річок, що замерзають на короткий час, належать Вісла, Одра, Ельба. Найбільші річки басейну Атлантичного океану — Дунай, Рейн, Дніпро.

### Басейн Середземного моря
Річки, що впадають у Середземне море, зазвичай, короткі і неглибокі. Улітку річки міліють, а багато з них пересихає. Особливо багато озер на північному заході Європи. Велика частина з них має льодовиково-тектонічне походження. Найбільші серед них Ладозьке, Онезьке, Венерн, Веттерн. У Центральній Європі знаходяться озера тектонічного походження — це Боденське озеро, Женевське, Балатон та інші. На південному сході Європи розкидані залишкові озера.

## Додаткові відомості
Материк знаходиться в усіх природних зонах Північної півкулі.